# Gao Lijuan (judoka)
Gao Lijuan (1 de julio de 1981) es una deportista china que compitió en judo. Ganó una medalla en los Juegos Asiáticos de 1998, y dos medallas en el Campeonato Asiático de Judo en los años 2000 y 2003.

## Palmarés internacional
| Juegos Asiáticos    | Juegos Asiáticos     | Juegos Asiáticos  | Juegos Asiáticos |
| Año                 | Lugar                | Medalla           | Categoría        |
| ------------------- | -------------------- | ----------------- | ---------------- |
| 1998                | Bangkok (Tailandia)  | Medalla de bronce | –48 kg           |
| Campeonato Asiático |                      |                   |                  |
| Año                 | Lugar                | Medalla           | Categoría        |
| 2000                | Osaka (Japón)        | Medalla de plata  | –48 kg           |
| 2003                | Jeju (Corea del Sur) | Medalla de bronce | –48 kg           |